# Coniopteryx (Coniopteryx) praecisa
Coniopteryx (Coniopteryx) praecisa is een insect uit de familie van de dwerggaasvliegen (Coniopterygidae), die tot de orde netvleugeligen (Neuroptera) behoort. 
Coniopteryx (Coniopteryx) praecisa is voor het eerst wetenschappelijk beschreven door C.-k. Yang & Z.-q. Liu in 1994.